# Decuriasuchus quartacolonia
Il decuriasuco (Decuriasuchus quartacolonia) è un rettile estinto, appartenente ai rauisuchi. Visse nel Triassico medio (Ladinico, circa 230 milioni di anni fa) e i suoi resti sono stati ritrovati in Brasile. È noto per dieci esemplari, nove dei quali sono stati rinvenuti uno accanto all'altro: è stato il primo ritrovamento simile per i rauisuchi.

## Descrizione
Come altri rauisuchi, Decuriasuchus era un carnivoro quadrupede dalla corporatura snella ma forte, dotato di zampe lunghe e armate di artigli. La lunghezza si aggirava sui 2,5 metri. Il cranio era robusto e dotato di lunghi denti ricurvi verso l'indietro. Una caratteristica insolita era data dalla presenza, verso la parte anteriore del muso, di una serie di protuberanze appuntite rivolte verso l'indietro, simili a piccole corna. Il corpo era percorso da file longitudinali di placche ossee immerse nella pelle (osteodermi) analoghe a quelle presenti nei coccodrilli attuali. 

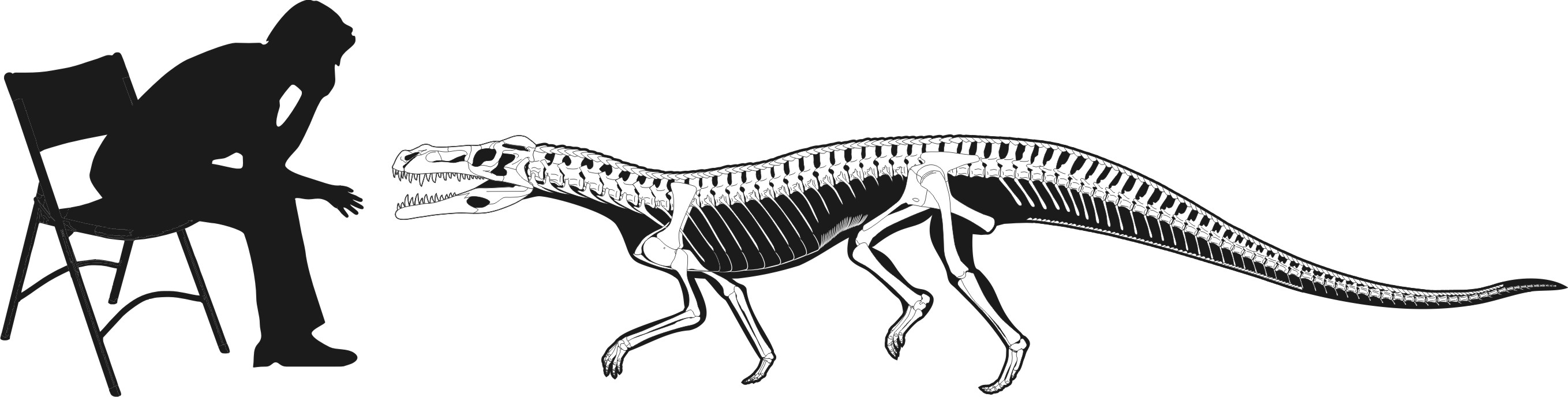
Dimensioni di Decuriasuchus al confronto con quelle di un uomo

## Classificazione
Descritto per la prima volta nel 2011, Decuriasuchus è stato ritrovato nella formazione Santa Maria nel Brasile meridionale, la stessa formazione che ha restituito i fossili di uno dei più antichi dinosauri, Staurikosaurus. Decuriasuchus è un rappresentante dei rauisuchi, un gruppo probabilmente artificiale (parafiletico) costituito da numerose forme di arcosauri carnivori quadrupedi diffusi durante il Triassico, dalla morfologia simile ma probabilmente non strettamente imparentati fra loro. È probabile che i più stretti parenti di Decuriasuchus fossero Prestosuchus e Batrachotomus, all'interno della famiglia dei prestosuchidi.

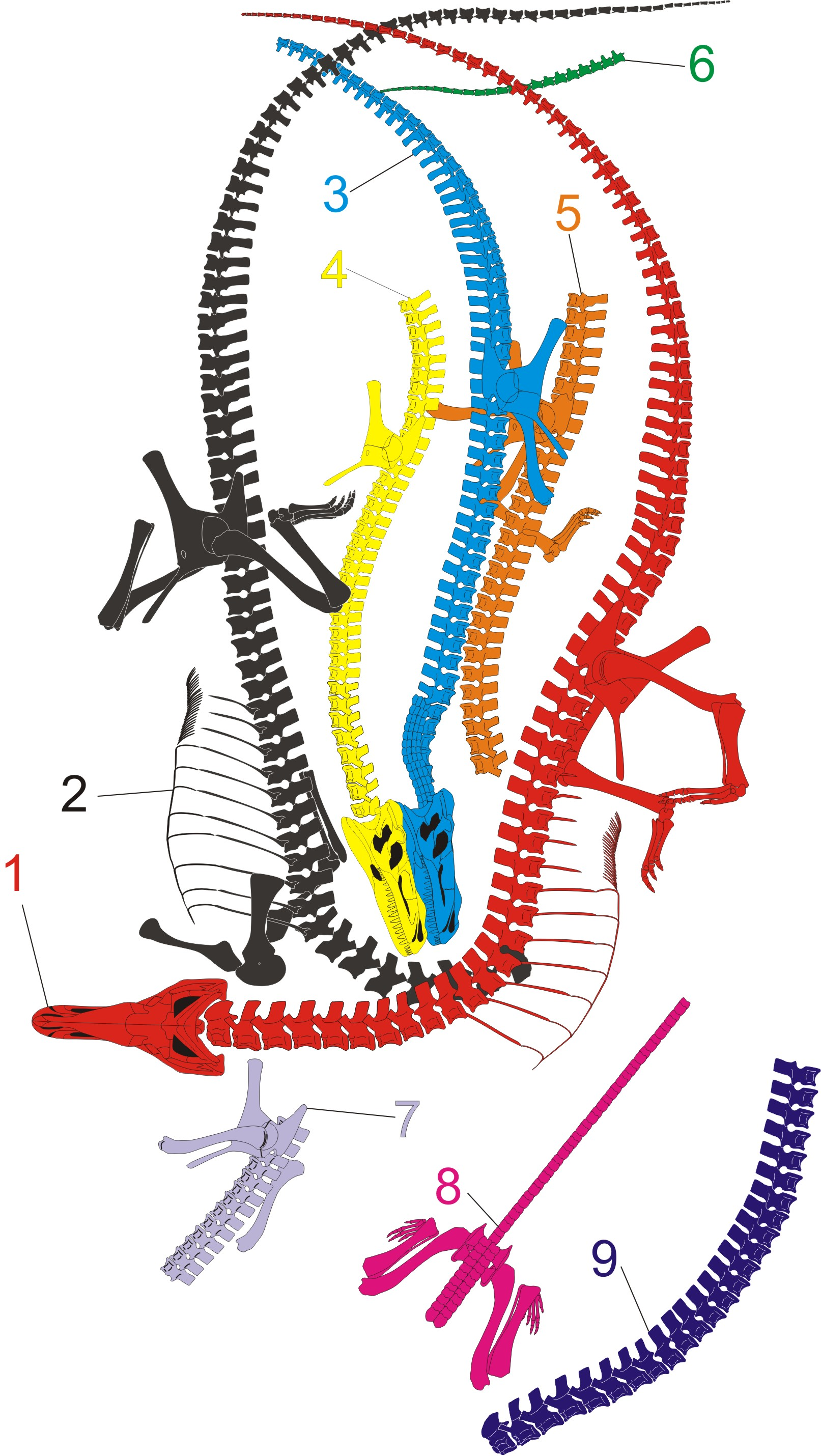
I nove esemplari ritrovati in stretta vicinanza fra loro

## Paleoecologia
Nove esemplari di Decuriasuchus sono stati ritrovati in stretta vicinanza l'uno dell'altro. Uno studio della tafonomia del sito (ovvero le condizioni in cui si fossilizzarono gli scheletri) indica che questo assembramento rappresenta un singolo evento di seppellimento di più individui, piuttosto che il raggrupparsi di resti non relazionati fra loro in un solo posto durante un periodo di tempo più lungo. L'assembramento di nove individui in una stessa area suggerisce che questi animali potrebbero aver vissuto (o almeno essersi spostati) insieme. Se così fosse, Decuriasuchus sarebbe il più antico arcosauro a mostrare un comportamento gregario.

## Significato del nome
Il nome generico, Decuriasuchus, deriva dalla parola latina decuria ("legione di dieci") e da quella greca soukhos ("coccodrillo"), con evidente riferimento alle presunte abitudini gregarie di questo animale e ai dieci esemplari rinvenuti. L'epiteto specifico, quartacolonia, si riferisce alla zona di Quarta Colônia, nella città di Dona Francisca nei pressi della quale sono stati ritrovati in resti.